# Bekabad
Bekabad (en russe : Бекабад) ou Bekobod (en ouzbek, en cyrillique : Бекобод) est une ville de la province de Tachkent, en Ouzbékistan. Elle est située à 121 km au sud de Tachkent. Sa population s'élevait à 100 500 habitants en 2002.

## Histoire
La ville a été fondée en 1945 sous le nom de Begovat. Elle fut renommée Bekabad en 1964. Bekabad s'est développée le long des deux rives du Syr-Daria, à l'extrême sud de la province. Bekabad est un important centre industriel, avec une aciérie et une cimenterie. Le barrage de Farkhad, juste en amont de Bekabad sur le Syr-Daria, est une importante ressource de l'Ouzbékistan pour la production d'électricité et l'irrigation.

## Population
| 1939  | 1959   | 1970   | 1979   | 1989   | 2002    |
| ----- | ------ | ------ | ------ | ------ | ------- |
| 8 000 | 41 000 | 58 000 | 67 700 | 82 700 | 100 500 |